# Dirty Pretty Things
Dirty Pretty Things je bivša britanska indi rok grupa koja je formirana 2005. godine nakon raspada grupe The Libertines, izazvan svađom Karla Barata s Pitom Doertijem koji je zatim napustio bend. Iz benda The Libertines su se priključili Geri Pauel (bubanj) i Entoni Rosomando (gitara), kao i Didz Hemond (bas gitara) iz grupe The Cooper Temple Clause.
Bend je stigao da snimi dva studijska albuma dok se nije raspao krajem 2008. godine, iz razloga da je došlo vreme „da se isprobaju nove stvari“.

## Diskografija

### Studijski albumi
- (2006)
- (2008)

### Singlovi
- (2006)
- (2006)
- (2006)
- (2008)
- (2008)

## Napomene
1. ↑  „”. Архивирано из оригинала 03. 10. 2008. г. Приступљено 21. 07. 2009.

## Spoljašnje veze
- Zvanična prezentacija (језик: енглески)
- Prezentacija na sajtu MySpace (језик: енглески)